# Гапакс
Га́пакс (др.-греч. ἅπαξ λεγόμενον — «только раз названное») — слово, встретившееся в некотором корпусе текстов только один раз. Так, можно сказать, что боливар («шляпа определённого фасона») — гапакс языка Пушкина (оно встречается только в «Евгении Онегине» (глава I, строфа XV)). Термин «гапакс» популярен в исследованиях Библии, в которой обнаружено несколько сотен подобных слов.
В частности, термин «гапакс» может означать слово, лишь однажды встретившееся во всех вообще памятниках некоторого языка (обычно древнего). Например, в древнерусском языке слово орьтъма, означающее некую дорогую одежду — гапакс, встречающийся только в «Слове о полку Игореве», название Руси Rhos — в латинских средневековых текстах гапакс, представленный только в «Бертинских анналах».
Некоторые языковые гапаксы (как, например, слово «харалужный» из «Слова о полку Игореве») из-за загадочности этимологии и неоднозначного единственного контекста истолковать очень трудно. Но вообще число гапаксов в любом памятнике или корпусе текстов по закону Ципфа довольно велико, и во многих случаях их значение прозрачно по контексту и внутренней форме.
Гапаксы того или иного автора нередко используют для атрибуции ему некоторого другого произведения, где встречаются такие слова. Тем не менее такую методику, как и все прочие методы установления авторства, нельзя считать полностью убедительной. Предпринимались и попытки выработать более изощрённые методики: в частности, обсуждалось предположение, что три спорных апостольских послания — 1-е послание к Тимофею, 2-е послание к Тимофею и Послание к Титу — не принадлежат к посланиям апостола Павла, поскольку гапаксов в них значительно больше, чем в остальных (эта гипотеза была опровергнута У. П. Уоркманом, рассчитавшим частоту гапаксов на страницу оригинального греческого текста и нашедшим, что разброс данных по разным посланиям не превышает, например, разброса по разным пьесам Шекспира).